# Кле (Изер)
Кле (фр. Claix) насеље је и општина у источној Француској у региону Рона-Алпи, у департману Изер која припада префектури Гренобл.
По подацима из 2011. године у општини је живело 7565 становника, а густина насељености је износила 313,64 становника/km². Општина се простире на површини од 24 km². Налази се на средњој надморској висини од 300 метара (максималној 1.960 m, а минималној 226 m).

## Демографија
| 1962. | 1968. | 1975. | 1982. | 1990. | 1999. | 2011. |
| ----- | ----- | ----- | ----- | ----- | ----- | ----- |
| 2.391 | 3.105 | 3.926 | 5.382 | 6.960 | 7.388 | 7.565 |

График промене броја становника у току последњих година